# 218

218(이백십팔)은 217보다 크고 219보다 작은 자연수다.

## 수학
- 합성수로, 그 약수는 1, 2, 109, 218이다. 진약수의 합은 112이므로, 218은 부족수다.
  - 73번째 반소수다. 앞의 반소수는 217, 다음 반소수는 219다.
- {\displaystyle 218=7^{2}+13^{2}}
  - 서로 다른 두 소수(素數)의 제곱합으로 나타낼 수 있는 7번째 반소수다. 이 성질을 지닌 앞의 수는 194, 다음 수는 298이다. (OEIS의 수열 A103558)
  - 2번째 섹시 소수쌍의 제곱합이다. 이 성질을 지닌 앞의 수는 146, 다음 수는 410이다.
- {\displaystyle 45^{3}-1}은 218로 나누어떨어진다.

## 과학
- NGC 218: 안드로메다자리 방향에 있는 나선은하.

## 교통

### 철도
- 서울 지하철 2호선 종합운동장역의 역번호.
- 부산 도시철도 2호선 전포역의 역번호.
- 대구 도시철도 2호선 대실역의 역번호.

### 도로
- 일본 218번 국도(일본어판): 구마모토현 구마모토시 주오구에서 미야자키현 노베오카시까지 이어지는 일본의 국도.
- 현도 제218호선

## 군사
- U-218(영어판): 제2차 세계 대전에 사용된 나치 독일의 군용 잠수함.

## 문화유산
- 대한민국의 국보 제218호: 아미타삼존도
- 대한민국의 보물 제218호: 논산 관촉사 석조미륵보살입상 (해제)[a]
- 대한민국의 사적 제218호: 경산 병영유적

## 방송
- 스카이라이프의 골프앤PBA 채널 번호.
- U+ TV의 히스토리 채널 번호.
- LG헬로비전의 키즈톡톡 플러스 채널 번호.
- B tv 케이블의 소상공인시장TV 채널 번호.
- KT HCN의 SPOTV K 채널 번호.

## 기타
- 날짜: 2월 18일
  - 대구 지하철 화재 참사 (2003년)
- 연도: 218년, 기원전 218년